# Beaumont (Yonne)
Beaumont település Franciaországban, Yonne megyében. Lakosainak száma 620 fő (2022. január 1.). Beaumont Cheny, Chemilly-sur-Yonne, Bassou, Bonnard, Chichery, Hauterive, Ormoy és Seignelay községekkel határos.

## Népesség
A település népességének változása:
| Lakosok száma | 627  | 630  | 644  | 630  | 637  | 632  | 628  | 624  | 620  |
|               | 2013 | 2015 | 2016 | 2017 | 2018 | 2019 | 2020 | 2021 | 2022 |